# Giovanni Battista Natali (bispo)
Giovanni Battista Natali (1628-1687) foi um prelado católico romano que serviu como Bispo de Ston (1683-1687).

## Biografia
Giovanni Battista Natali nasceu em Ragusa e foi ordenado sacerdote na Ordem dos Pregadores. No dia 15 de novembro de 1683, foi nomeado pelo Papa Inocêncio XI como Bispo de Ston. Serviu como Bispo de Ston até à sua morte a 4 de agosto de 1687.